# Roberto Rojas (chilijski piłkarz)
Roberto Antonio Rojas Saavedra (ur. 8 sierpnia 1957 w Santiago) – chilijski piłkarz grający na pozycji bramkarza, reprezentant kraju. 
W 1989 roku umyślnie zranił się podczas meczu kwalifikacyjnego do Mistrzostw Świata, próbując uniknąć porażki jego reprezentacji. Incydent ten skutkował dożywotnim zakazem gry dla Rojasa i wykluczeniem z udziału w Mistrzostwach Świata dla Chile. Jego zakaz został następnie zniesiony w 2001 roku.

## Kariera piłkarska
Roberto Rojas karierę piłkarską rozpoczął w Aviación Santiago, w którym występował do 1983 roku. Pierwsze sukcesy odnosił z CSD Colo-Colo, z którym zdobył dwukrotnie mistrzostwo Chile w sezonie 1983, sezonie 1986 oraz raz Puchar Chile w sezonie 1985. Po sukcesie reprezentacji narodowej w Copa América 1987, podczas którego chilijscy piłkarze zajęli drugie miejsce, został zawodnikiem brazylijskiego São Paulo FC, z którym zdobył dwukrotnie mistrzostwo stanu São Paulo w 1987 i 1989 roku.

## Kariera reprezentacyjna
W reprezentacji Chile zadebiutował w 1983. Był w składzie reprezentacji Chile podczas Copa América 1983 oraz Copa América 1987 i Copa América 1989, na których był podstawowym bramkarzem swojej drużyny

### Incydent podczas meczu Brazylia-Chile
Podczas ostatniego meczu eliminacyjnego do mistrzostw świata 1990 z reprezentacją Brazylii, rozgrywanego dnia 3 września 1989 roku na stadionie Maracana w Rio de Janeiro Rojas udając, że został trafiony racą rzuconą przez brazylijskich kibiców, symulował kontuzję poprzez celowe pocięcie się schowaną w rękawicy żyletką. Mecz został przerwany. Jednak kilka dni później na zapisach wideo odkryto oszustwo Rojasa – FIFA nałożyła na niego dożywotnią dyskwalifikację, po czym Rojas w wieku 32 lat zmuszony był zakończyć karierę piłkarską, a reprezentacja Chile nie została dopuszczona do udziału w eliminacjach do mistrzostw świata 1994.
W 2001 roku FIFA cofnęła Roberto Rojasowi dożywotnią dyskwalifikację.

## Sukcesy piłkarskie

### CSD Colo-Colo
- Mistrz Chile: 1983, 1986
- Puchar Chile: 1985

### São Paulo FC
- Mistrz stanu São Paulo: 1987, 1989

### Reprezentacja Chile
- Finał Copa América: 1987

## Kariera trenerska
Po cofniętej w 2001 roku przez FIFA dożywotniej dyskwalifikacji Rojas mógł rozpocząć karierę trenerską. Rojas w swojej karierze trenował: São Paulo FC (2003), Boa Ituiutaba (2007), Club Guaraní (2007) i Sport Recife (2009).